# International Brazilian Jiu Jitsu Federation
Die International Brazilian Jiu-Jitsu Federation (IBJJF) ist der größte Sportverband im Brazilian Jiu-Jitsu.
Es handelt sich um ein gewinnorientiertes Unternehmen, das mehrere der größten brasilianischen Jiu-Jitsu-Turniere (BJJ) der Welt ausrichtet, darunter die Weltmeisterschaft Jiu-Jitsu, die Weltmeisterschaft No-Gi (Ohne Gi) und Pan Jiu -Jitsu-Meisterschaft und European Open Jiu-Jitsu Championship. Der Verband wurde von Carlos Gracie Jr. gegründet, des Leiters eines der größten brasilianischen Jiu-Jitsu-Verbände (Gracie Barra) im Jahr 2002. Das IBJJF verwendet den Regelsatz der Confederação Brasileira de Jiu-Jitsu.

## Vorgeschichte
Das Brasilianische Jiu Jitsu ist die südamerikanische Variante des Kōdōkan Judo und wurde von den Brüdern Carlos und Helio Gracie entwickelt. Carlos Gracie lernte das Judō von Mitsuyo Maeda, einem Schüler von Kanō Jigorō und gab es an seinen jüngeren Bruder Hélio weiter. Hélio war körperlich eher schmächtig und konnte viele der traditionellen Judō-Techniken nicht anwenden. Aus diesem Grund veränderte er die Mechanik und Hebelwirkung vieler Techniken und machte sie somit effektiver und auch für körperlich schwächere Personen anwendbar. Hélio und Carlos unterrichteten ihre Kinder im Judō und erschufen so die nächste Generation von Kämpfern und Lehrern, die das Brazilian Jiu Jitsu weiter verbreiteten und die Effizienz des Stiles in vielen Vale Tudo Herausforderungskämpfen immer wieder bewiesen.
In den siebziger Jahren kam einer der Söhne von Hélio, Rorion Gracie in die USA, um dort Karriere zu machen. Er unterrichtete den Familienstil in seiner Garage, und langsam interessierten sich auch in den USA immer mehr Menschen für diese Kampfkunst.
Anfang der neunziger Jahre eröffnete Rorion eine große Akademie in Los Angeles und erschuf zusammen mit dem Werbefachmann Art Davie die „Ultimate Fighting Championship“ (kurz „UFC“).
Bei diesen Kämpfen, welche im amerikanischen „Pay-per-View-Fernsehen“ übertragen wurden, kämpften Kampfkünstler der verschiedensten Stile gegeneinander. Ursprünglich gab es hierzu nur wenige Regeln. Man durfte seinen Gegner weder beißen noch in die Augen stechen. Kopfstöße, Haare ziehen und Schläge in die Leistengegend waren unerwünscht, aber dennoch erlaubt.
Ziel war es, den Gegner k. o. zu schlagen oder ihn zur Aufgabe zu zwingen. Royce Gracie, der Sohn von Hélio Gracie, gewann als leichtester Teilnehmer drei der vier UFC-Turniere. Dabei beendete er alle gewonnenen Kämpfe durch Aufgabe („Submission“) des Gegners. Bis heute ist er der einzige Kämpfer, der jemals vier Kämpfe in einer Veranstaltung gewinnen konnte.
Dies führte dazu, dass der Sport einer breiten Öffentlichkeit bekannt wurde und immer mehr Schulen eröffneten, welche den Kampfsport unterrichteten.
Um zwischen diesen Schulen übergreifend Wettkämpfe nach einheitlichen Regeln ausrichten zu können, aber auch, um ein verbindliches und einheitliches Graduierungssystem sicherzustellen, wurde ein Dachverband erforderlich, welcher genügend Einfluss mit sich brachte, um möglichst viele Schulen unter diesem Regelwerk zu einigen.
Daher gründete Carlos Gracie im Jahr 2002 die International Brazilian Jiu-Jitsu Federation (IBJJF).

## IBJJF-Gi-Turniere
Athleten, die an offiziellen IBJJF-Turnieren teilnehmen, können Ranglistenpunkte erhalten, die für ihre Position in der offiziellen IBJJF-Rangliste gelten. Im Punktesystem 2017/2018 ist der erste Platz in Gewichtsklassen 9 Punkte wert, der zweite 3 Punkte und der dritte 1 Punkt. Der erste Platz in der offenen Klasse ist 13,5 Punkte wert, der zweite 4,5 Punkte und der dritte 1,5 Punkte. Die IBJJF gewichtet Turniere im Hinblick auf ihre Bedeutung im Kalender. Die Gewichtung eines Turniers ist ein Faktor für die Berechnung der Anzahl von Punkten, die der Athlet durch seine Teilnahme gewinnen kann. Die IBJJF verwendet auch ein drittes Kriterium zur Bestimmung der Ranglistenpunkte, nämlich die Kalendersaison, in der das Turnier stattgefunden hat. Für die Saison 2017/2018 werden die bei einer IBJJF-Veranstaltung ab 2015/16 erzielten Ranglistenpunkte mit 1, 2016/2017 mit 2 und 2017/2018 mit 3 multipliziert.
Punkte werden wie folgt berechnet:
Anzahl Punkte × Turnierrang × Jahresgewichtung
Beispiele: - 2017/2018 Weltmeisterschaft 1. Platz Open Division 13,5 für das erste × 7 Turnierranking × 3 Saisongewichtung = 283,5 Punkte 2015/2016 British National 2. Platz Medium Heavy Division 3 für das zweite × 1 Turnierranking × 1 Saisongewichtung = 3 Punkte Die Gi-Turniere der Saison 2017/2018 sowie deren Turniergewichtung sind nachfolgend aufgeführt.
| Gewichtung | Wettbewerb                                                            | Austragungsort | Sportstätte                                     |
| ---------- | --------------------------------------------------------------------- | -------------- | ----------------------------------------------- |
| 7          | World IBJJF Jiu-Jitsu Championship                                    | Long Beach     | The Walter Pyramid                              |
| 7          | World Master IBJJF Jiu-Jitsu Championship                             | Las Vegas      | Las Vegas Convention Center                     |
| 4          | European Jiu-Jitsu IBJJF Championship                                 | Odivelas       | Pavilhão Multiusos de Odivelas                  |
| 4          | Pan Jiu-Jitsu IBJJF Championship                                      | Irvine         | Bren Center – UCI                               |
| 3          | Asian Jiu-Jitsu IBJJF Championship                                    | Tokio          | Tokyo Budo-Kan                                  |
| 3          | Brazilian National Jiu-Jitsu Championship (von CBJJ ausgetragen)      | Barueri        | Ginásio José Correa                             |
| 2          | American National IBJJF Jiu-Jitsu Championship                        | Las Vegas      | Sport Center of Las Vegas                       |
| 2          | Pan Pacific Jiu-Jitsu IBJJF Championship                              | Melbourne      | Melbourne Sports and Aquatics Center            |
| 2          | Rio BJJ Pro IBJJF Championship                                        | Rio de Janeiro | Tijuca Tenis Club                               |
| 2          | São Paulo BJJ Pro IBJJF Championship                                  | Barueri        | Ginásio José Correa                             |
| 2          | South American Jiu-Jitsu Championship                                 | Barueri        | Ginásio José Correa                             |
| 1          | Atlanta Spring International Open IBJJF Jiu-Jitsu Championship        | Atlanta        | Georgia International Convention Center         |
| 1          | Atlanta Summer International Open IBJJF Jiu-Jitsu Championship        | Atlanta        | Georgia International Convention Center         |
| 1          | Atlanta Winter International Open IBJJF Jiu-Jitsu Championship        | Atlanta        | Georgia International Convention Center         |
| 1          | Austin International Open IBJJF Jiu-Jitsu Championship                | Round Rock     | Round Rock Sports Center                        |
| 1          | Belo Horizonte Open IBJJF Jiu-Jitsu Championship                      | Belo Horizonte | Estadio Jornalista Felipe Drummond              |
| 1          | Belo Horizonte Winter International Open IBJJF Jiu-Jitsu Championship | Belo Horizonte | Estadio Jornalista Felipe Drummond              |
| 1          | Boston Spring International Open IBJJF Jiu-Jitsu Championship         | Boston         | UMASS Athletics                                 |
| 1          | Boston Summer International Open IBJJF Jiu-Jitsu Championship         | Boston         | UMASS Athletics                                 |
| 1          | Brasilia International Open IBJJF Jiu-Jitsu Championship              | Brasilia       | Ginásio do Cruzeiro                             |
| 1          | British National IBJJF Jiu-Jitsu Championship                         | London         | Crystal Palace                                  |
| 1          | Charlotte International Open IBJJF Jiu-Jitsu Championship             | Concord        | Cabarrus Arena                                  |
| 1          | Chicago Spring International Open IBJJF Jiu-Jitsu Championship        | Chicago        | Chicago State University                        |
| 1          | Chicago Summer International Open IBJJF Jiu-Jitsu Championship        | Chicago        | Chicago State University                        |
| 1          | Cincinnati International Open IBJJF Jiu-Jitsu Championship            | Cincinnati     | Mount St. Joseph University                     |
| 1          | Copenhagen International Open IBJJF Jiu-Jitsu Championship            | Birkerød       | Birkerød Idrætscenter                           |
| 1          | Curitiba Fall International Open IBJJF Jiu-Jitsu Championship         | Curitiba       | Ginásio da Universidade Positivo                |
| 1          | Curitiba Winter International Open IBJJF Jiu-Jitsu Championship       | Curitiba       | Ginásio da Universidade Positivo                |
| 1          | Dallas Fall International Open IBJJF Jiu-Jitsu Championship           | Dallas         | Texas Woman University                          |
| 1          | Dallas Spring International Open IBJJF Jiu-Jitsu Championship         | Dallas         | Texas Woman University                          |
| 1          | Floripa Fall Open IBJJF Jiu-Jitsu Championship                        | Florianópolis  | Instituto Estadual de Educação de Florianópolis |
| 1          | Floripa Spring International Open IBJJF Jiu-Jitsu Championship        | Florianópolis  | Instituto Estadual de Educação de Florianópolis |
| 1          | German National IBJJF Jiu-Jitsu Championship                          | Berlin         | Sporthalle Haemmerlingstrasse                   |
| 1          | Houston International Open IBJJF Jiu-Jitsu Championship               | Houston        | University of St. Thomas                        |
| 1          | Japanese National IBJJF Jiu-Jitsu Championship                        | Tokio          | Sumida City Gymnasium                           |
| 1          | Las Vegas International Open IBJJF Jiu-Jitsu Championship             | Las Vegas      | Sport Center of Las Vegas                       |
| 1          | London Fall International Open IBJJF Jiu-Jitsu Championship           | London         | Crystal Palace                                  |
| 1          | London Winter International Open IBJJF Jiu-Jitsu Championship         | London         | Crystal Palace                                  |
| 1          | Long Beach International Open IBJJF Jiu-Jitsu Championship            | Long Beach     | The Walter Pyramid                              |
| 1          | Madrid International Open IBJJF Jiu-Jitsu Championship                | Madrid         | Pabellón Deportivo Europa                       |
| 1          | Manaus International Open IBJJF Jiu-Jitsu Championship                | Manaus         | Arena Poliesportiva Amadeu Teixeira             |
| 1          | Manila International Open IBJJF Jiu-Jitsu Championship                | Manila         | SM Mall of Asia                                 |
| 1          | Melbourne International Open IBJJF Jiu-Jitsu Championship             | Melbourne      | Melbourne Sports and Aquatics Centre            |
| 1          | Mexico City International Open IBJJF Jiu-Jitsu Championship           | Mexiko-Stadt   | Centro Nacional de Alto Rendimiento             |
| 1          | Mexico City Summer International Open IBJJF Jiu-Jitsu Championship    | Mexiko-Stadt   | Ciudad Deportiva                                |
| 1          | Miami Fall International Open IBJJF Jiu-Jitsu Championship            | Miami          | Miami Dade College                              |
| 1          | Miami Spring International Open IBJJF Jiu-Jitsu Championship          | Miami          | Florida international University                |
| 1          | Moscow International Open IBJJF Jiu-Jitsu Championship                | Moskau         | Sports Complex “Festivalniy”                    |
| 1          | Munich International Open IBJJF Jiu-Jitsu Championship                | Unterhaching   | TSV Unterhaching – Sportarena                   |
| 1          | New York BJJ Pro IBJJF Championship                                   | New York       | CCNY                                            |
| 1          | New York Spring International Open IBJJF Jiu-Jitsu Championship       | New York       | CCNY                                            |
| 1          | New York Summer International Open IBJJF Jiu-Jitsu Championship       | New York       | CCNY                                            |
| 1          | Paris International Open IBJJF Jiu-Jitsu Championship                 | Paris          | Salle Charpy – Stade Charléty                   |
| 1          | Poznań International Open IBJJF Jiu-Jitsu Championship                | Posen          | LOSiR Sp                                        |
| 1          | Rio Fall International Open IBJJF Jiu-Jitsu Championship              | Rio de Janeiro | Tijuca Tênis Club*                              |
| 1          | Rio Winter International Open IBJJF Jiu-Jitsu Championship            | Rio de Janeiro | Tijuca Tênis Club*                              |
| 1          | Rome International Open IBJJF Jiu-Jitsu Championship                  | Rom            | PalaPellicone                                   |
| 1          | Salvador Fall International Open IBJJF Jiu-Jitsu Championship         | Salvador       | Ginásio Poliesportivo de Cajazeiras             |
| 1          | Salvador Spring International Open IBJJF Jiu-Jitsu Championship       | Salvador       | Ginásio Poliesportivo de Cajazeiras             |
| 1          | San Antonio International Open IBJJF Jiu-Jitsu Championship           | San Antonio    | St. Mary’s University                           |
| 1          | San Diego BJJ Pro IBJJF Championship                                  | San Diego      | Point Loma Nazarene University                  |
| 1          | San Diego International Open IBJJF Jiu-Jitsu Championship             | San Diego      | Point Loma Nazarene University                  |
| 1          | San Jose International Open IBJJF Jiu-Jitsu Championship              | San José (CA)  | San Jose City College                           |
| 1          | San Jose Summer International Open IBJJF Jiu-Jitsu Championship       | San Jose       | San Jose Convention Center                      |
| 1          | São Paulo International Open IBJJF Jiu-Jitsu Championship             | Barueri        | Ginásio José Correa                             |
| 1          | Seattle International Open IBJJF Jiu-Jitsu Championship               | Seattle        | Everett Community College                       |
| 1          | Spanish National IBJJF Jiu-Jitsu Championship                         | Guadalajara    | Polideportivo David Santamaria                  |
| 1          | Sydney International Open IBJJF Jiu-Jitsu Championship                | Sydney         | University Sports & Aquatic Centre              |
| 1          | Vitória International Open IBJJF Jiu-Jitsu Championship               | Vitória        | Centro Esportivo Tancredo de Almeida Neves      |
| 1          | Washington DC International Open IBJJF Jiu-Jitsu Championship         | Hyattsville    | Prince George’s Sport & Learning Complex        |
| 1          | Zurich International Open IBJJF Jiu-Jitsu Championship                | Wädenswil      | Sporthalle Glärnisch                            |

## IBJJF No-Gi Tournaments
Seit Dezember 2017 hat die IBJJF keine separate Athletenrangliste für No-Gi-Turniere mehr, obwohl auf ihrer Athletenrangliste „No-Gi Rangliste“ sowie „System kommt in Kürze“ angegeben ist (Stand: 20. Oktober 2019) Die No-Gi Ereignisse im Kalender 2017/2018 sind unten aufgeführt.
| Wettbewerb                                                                  | Austragungsort | Sportstätte                                     |
| --------------------------------------------------------------------------- | -------------- | ----------------------------------------------- |
| World No-Gi Championship                                                    | Anaheim        | Anaheim Convention Center                       |
| Pan Jiu-Jitsu No-Gi Championship                                            | New York       | CCNY                                            |
| European Nogi Brazilian Jiu Jitsu Championship                              | Rom            | PalaPellicone                                   |
| Brazilian Nationals Jiu-Jitsu No-Gi Championship (von CBJJ ausgetragen)     | Rio de Janeiro | Tijuca Tenis Club                               |
| American National IBJJF Jiu-Jitsu No-Gi Championship                        | Las Vegas      | Sport Center of Las Vegas                       |
| Atlanta Summer International Open IBJJF Jiu-Jitsu No-Gi Championship        | Atlanta        | Georgia International Convention Center         |
| Austin International Open IBJJF Jiu-Jitsu No-Gi Championship                | Round Rock     | Round Rock Sports Center                        |
| Belo Horizonte Open IBJJF Jiu-Jitsu No-Gi Championship                      | Belo Horizonte | Estadio Jornalista Felipe Drummond              |
| Belo Horizonte Winter International Open IBJJF Jiu-Jitsu No-Gi Championship | Belo Horizonte | Estadio Jornalista Felipe Drummond              |
| Brasilia International Open IBJJF Jiu-Jitsu No-Gi Championship              | Brasilia       | Ginásio do Cruzeiro                             |
| British National IBJJF Jiu-Jitsu No-Gi Championship                         | London         | Crystal Palace                                  |
| Chicago Spring International Open IBJJF Jiu-Jitsu No-Gi Championship        | Chicago        | Chicago State University                        |
| Chicago Summer International Open IBJJF Jiu-Jitsu No-Gi Championship        | Chicago        | Chicago State University                        |
| Copenhagen International Open IBJJF Jiu-Jitsu No-Gi Championship            | Birkerød       | Birkerød Idrætscenter                           |
| Curitiba Fall International Open IBJJF Jiu-Jitsu No-Gi Championship         | Curitiba       | Ginásio da Universidade Positivo                |
| Curitiba Winter International Open IBJJF Jiu-Jitsu No-Gi Championship       | Curitiba       | Ginásio da Universidade Positivo                |
| Dallas Fall International Open IBJJF Jiu-Jitsu No-Gi Championship           | Dallas         | Texas Woman University                          |
| Dallas Fall International Open IBJJF Jiu-Jitsu No-Gi Championship           | Dallas         | Texas Woman University                          |
| Dallas Spring International Open IBJJF Jiu-Jitsu No-Gi Championship         | Dallas         | Texas Woman University                          |
| Floripa Fall Open IBJJF Jiu-Jitsu No-Gi Championship                        | Florianópolis  | Instituto Estadual de Educação de Florianópolis |
| Floripa Spring International Open IBJJF Jiu-Jitsu No-Gi Championship        | Florianópolis  | Instituto Estadual de Educação de Florianópolis |
| German National IBJJF Jiu-Jitsu No-Gi Championship                          | Berlin         | Sporthalle Haemmerlingstrasse                   |
| London Fall International Open IBJJF Jiu-Jitsu No-Gi Championship           | London         | Crystal Palace                                  |
| Madrid International Open IBJJF Jiu-Jitsu No-Gi Championship                | Madrid         | Pabellón Deportivo Europa                       |
| Manaus International Open IBJJF Jiu-Jitsu No-Gi Championship                | Manaus         | Arena Poliesportiva Amadeu Teixeira             |
| Manila International Open IBJJF Jiu-Jitsu No-Gi Championship                | Manila         | SM Mall of Asia                                 |
| Melbourne International Open IBJJF Jiu-Jitsu No-Gi Championship             | Melbourne      | Melbourne Sports and Aquatics Centre            |
| Mexico City International Open IBJJF Jiu-Jitsu No-Gi Championship           | Mexiko-Stadt   | Centro Nacional de Alto Rendimiento             |
| Mexico City Summer International Open IBJJF Jiu-Jitsu No-Gi Championship    | Mexiko-Stadt   | Ciudad Deportiva                                |
| Miami Spring International Open IBJJF Jiu-Jitsu No-Gi Championship          | Miami          | Florida international University                |
| Moscow International Open IBJJF Jiu-Jitsu No-Gi Championship                | Moskau         | Sports Complex “Festivalniy”                    |
| Munich International Open IBJJF Jiu-Jitsu No-Gi Championship                | Unterhaching   | TSV Unterhaching – Sportarena                   |
| New York Spring International Open IBJJF Jiu-Jitsu No-Gi Championship       | New York       | CCNY                                            |
| New York Summer International Open IBJJF Jiu-Jitsu No-Gi Championship       | New York       | CCNY                                            |
| Pan Pacific Jiu-Jitsu No-Gi IBJJF Championship                              | Melbourne      | Melbourne Sports and Aquatics Center            |
| Paris International Open IBJJF Jiu-Jitsu No-Gi Championship                 | Paris          | Salle Charpy – Stade Charléty                   |
| Poznań International Open IBJJF Jiu-Jitsu No-Gi Championship                | Posen          | LOSiR Sp                                        |
| Rio Fall International Open IBJJF Jiu-Jitsu No-Gi Championship              | Rio de Janeiro | Tijuca Tênis Club*                              |
| Salvador Fall International Open IBJJF Jiu-Jitsu No-Gi Championship         | Salvador       | Ginásio Poliesportivo de Cajazeiras             |
| Salvador Spring International Open IBJJF Jiu-Jitsu No-Gi Championship       | Salvador       | Ginásio Poliesportivo de Cajazeiras             |
| San Jose International Open IBJJF Jiu-Jitsu No-Gi Championship              | San Jose (CA)  | San Jose City College                           |
| São Paulo International Open IBJJF Jiu-Jitsu No-Gi Championship             | Barueri        | Ginásio José Correa                             |
| Spanish National IBJJF Jiu-Jitsu No-Gi Championship                         | Guadalajara    | Polideportivo David Santamaria                  |
| Sydney International Open IBJJF Jiu-Jitsu No-Gi Championship                | Sydney         | University Sports & Aquatic Centre              |
| Vitória International Open IBJJF Jiu-Jitsu No-Gi Championship               | Vitória        | Centro Esportivo Tancredo de Almeida Neves      |
| Zurich International Open IBJJF Jiu-Jitsu No-Gi Championship                | Wädenswil      | Sporthalle Glärnisch                            |

## Kritik
Viele Jahre hatte die IBJJF eine weitgehende Monopolstellung. Graduiert wurde ausschließlich nach IBJJF-Kriterien. Auch die Turniere wurden nur von der IBJJF ausgerichtet. Kritisiert wird an der IBJJF zum einen das sehr rigide Regelwerk. So sind Heel Hooks selbst für Schwarzgurte verboten. Auf diese Weise können sich selbst Schwarzgurte, welche ausschließlich nach IBJJF-Regelwerk gekämpft haben, nicht gegen Schulen bestehen, in welchen Heel Hooks praktiziert werden.
Des Weiteren wird bemängelt, dass viele Dinge innerhalb der IBJJF „überreguliert“ sind. So sind auf vielen Turnieren selbst die Farben der Gis sowie der „Trikots“ (Rashguards) vorgeschrieben.
Auch der Vorwurf von Vetternwirtschaft innerhalb der IBJJF wurde schon gestellt.
In den letzten Jahren haben sich etliche Konkurrenzformate entwickelt:
- Der Kampfsportler Eddie Bravo entwickelte mit seinem „10th Planet System“ Brazilian Jiu Jitsu weiter. Dabei legt er besonderes Augenmerk auf „No-Gi-Tauglichkeit“, also die Möglichkeiten sämtliche Techniken auch ohne Gi auszuführen. Speziell Gi-Würgegriffe wie der Baseball Bat Choke fallen damit weg bzw. wurden für No-Gi abgeändert. Auch Spine Locks sowie gedrehte Fußhebel werden in diesen Schulen schwerpunktmäßig unterrichtet. Auch die Graduierung erfolgt komplett ohne GI. Eddie Bravo entwickelte auch ein eigenes Turnierformat mit eigenem Regelwerk unabhängig von der IBJJF, die Eddie Bravo Invitationals (EBI)[5]
- Des Weiteren entstand mit der „Abu Dhabi World Championship“ (ADCC) ein weiteres Turnierformat mit eigenem Regelwerk, welches die Monopolstellung der IBJJF ins Wanken bringt.[6]
- Die North American Grappling Association (NAGA) entwickelte schon früh ein alternatives Format.[7] Auch hier sind Heel Hooks erlaubt.